# Équipe de Tchécoslovaquie féminine de handball
L'équipe de Tchécoslovaquie féminine de handball représentait la Fédération tchécoslovaque de handball lors des compétitions internationales, notamment aux Jeux olympiques et aux championnats du monde. 
Elle disparait après la dissolution de la Tchécoslovaquie en 1992, les équipes nationales tchèques et slovaques lui succédant, même si c'est une Équipe unie de République tchèque et de Slovaquie qui a participé au Championnat du monde 1993.

## Parcours en compétitions internationales
Jeux olympiques
- Jeux olympiques de 1980 : 5e
- Jeux olympiques de 1988 : 5e

Championnats du monde à onze
- Championnat du monde 1949 :  3e

Championnats du monde
- Championnat du monde 1957 :  Champion
- Championnat du monde 1962 :  3e
- Championnat du monde 1965 : 4e
- Championnat du monde 1973 : 6e
- Championnat du monde 1973 : 6e
- Championnat du monde 1978 : 4e
- Championnat du monde 1982 : 5e
- Championnat du monde 1986 :  2e
- Championnat du monde 1990 : non qualifiée[1]
- Championnat du monde 1993 : 5e[2]

## Joueuses
Les effectifs médaillés sont :
- Médaille d'or au Championnat du monde 1957 : Pavla Bartáková, Vlasta Čiháková, Věra Dvořáková, Alena Hodesová, Květa Janečková, Jana Kammermayerová, Věra Kosprdová, Blanka Kotlínová, Stanislava Kučerová, Libuše Kvasničková, Jana Maléřová, Květa Marzinová, Anna Ríšová, Veronika Schmidtová. Entraîneurs : Karel Hošťalek et Ladislav Gross.
- Médaille de bronze au Championnat du monde 1962 : Božena Adámková, Bohdana Beranová, Martina Broulíková, Magda Havelková, Jana Housková, Květa Janečková, Stanislava Kernerová, Anna Košíková, Stanislava Kučerová, Marie Matějů, Blažena Matulová, Anna Ríšová, Marie Topičová, Milena Vecková, Jana Vrbová. Entraineur : ?
- Médaille d'argent au Championnat du monde 1986 : Marta Pösová, Anna Hradská, Lenka Pospíšilová (Černá), Marie Šmídová, Božena Mazgutová, Mária Ďurišinová (sk), Alena Damitšová, Jana Stašová, Daniela Trandžíková, Zuzana Budayová, Jana Kuťková (en), Elena Gašparíková, Monika Hejtmánková, Julia Kolcaniová. Entraineur : Jiří Zerzaň.

Parmi les joueuses qui se sont distinguées, on trouve :
- Pavla Bartáková (de), meilleure buteuse du Championnat du monde 1957
- Marie Matějů, meilleure buteuse du Championnat du monde 1962
- Milena Foltýnová (en), meilleure buteuse du Championnat du monde 1978
- Jana Kuťková (en), élue meilleure pivot du Championnat du monde 1978
- Mária Ďurišinová (sk), nommée à l'élection de la meilleure de handballeuse mondiale de l'année en 1987 et 1988

## Entraîneurs
- Karel Hošťalek et Ladislav Gross : dans les années 1950
- Jaroslav Mráz (cs) : dans les années 1970
- Jiří Zerzaň : de 1980 à 1988